# 金属団地 (岐阜県)
金属団地（きんぞくだんち）は、岐阜県各務原市にある工業団地。
正式名は「岐阜県金属工業団地」。通称は金属団地であり、住所（金属団地）も通称からとられている。ここでは地名としての金属団地についても記述する。

## 概要
中小企業工場集団化事業の工業団地として、最初期に作られた工業団地の一つである。総敷地面積は約290,600m2。1961年（昭和36年）発足し、1964年（昭和39年）操業開始。
中小企業40社以上が誘致されている。機械金属に関する企業が多くを占め、金型、鋳造、ダイカスト、溶接、板金、鉄骨、ボイラー、プレス、機械加工、輸送用機器、産業機械、工作機械などがある。
発足時は稲葉郡那加町であったが、団地の造成中の1963年（昭和38年）4月に那加町は鵜沼町、蘇原町、稲羽町と合併し、各務原市が発足したため、金属団地の操業開始は各務原市発足後である。

## 歴史
- 1961年（昭和36年） - 岐阜県金属工業団地協同組合が設立される。稲葉郡那加町と稲羽町に跨る土地を建設地とする。
- 1962年（昭和37年） - 起工式を行う。
- 1963年（昭和38年） - 協同組合の最初の施設として、共同住宅（A棟）が竣工する。
- 1964年（昭和39年） - 竣工式を行う。誘致された企業は76社。
- 1965年（昭和40年） - 福祉会館が完成する。
- 1967年（昭和42年） - 共同住宅（B棟）が竣工する。
- 1970年（昭和45年） - 共同住宅（C棟）、体育館、青雲寮（岐阜刑務所各務原作業場）が竣工する。
- 1995年（平成7年） - 組合研修センターが完成する。
- 2000年（平成12年） - 青雲寮を閉所する。
- 2005年（平成17年） - 体育館を取り壊す。
- 2010年（平成22年） - 共同住宅（A棟）を取り壊す。
- 2015年（平成27年） - 共同住宅（B棟）を取り壊す。

## 交通

### 自動車
- 国道21号（那加バイパス）金属団地前交差点、又は小佐野町交差点を北上。
- 東海北陸自動車道 岐阜各務原ICより、国道21号を東進、約2㎞。

### 公共交通機関
- 名鉄各務原線 新那加駅下車、徒歩で約15分。
- 各務原市ふれあいバス川島線「金属工業団地」バス停より徒歩すぐ。

## 地名としての金属団地
金属団地（きんぞくだんち）は、岐阜県各務原市の地名。

### 地理
各務原市の西部の那加地区に位置する。町域の北部は那加新加納町、東部は三井町、西部は那加萱場町、南部は小佐野町に接する。町域の東に岐阜県道152号岐阜各務原線が通過する。国道21号に「金属団地前」交差点があるが、国道21号は金属団地を通過してない（隣接の小佐野町を通過。「金属団地前」交差点があるのは三井町）。
岐阜県金属工業団地が大半を占め、工業地帯であるが、住宅、賃貸マンション、共同宿舎もある。
道路
- 県道152号岐阜各務原線
- スチールロード

※国道21号に「金属団地前」交差点があるが、国道21号は金属団地を通過してない（隣接の小佐野町を通過。「金属団地前」交差点があるのは三井町）。

### 歴史
1982年（昭和57年）8月10日、那加新加納町、三井町、小佐野町に跨る岐阜県金属工業団地一帯をもって、地名としての金属団地を設置。

### 世帯数と人口
2024年（令和6年）10月1日現在の世帯数と人口は以下の通りである。
| 丁目     | 世帯数  | 人口  |
| -------- | ------- | ----- |
| 金属団地 | 145世帯 | 185人 |

### 小・中学校の学区
市立小・中学校に通う場合、学区は以下の通りとなる。
| 番・番地等 | 小学校                   | 中学校               |
| ---------- | ------------------------ | -------------------- |
| 全域       | 各務原市立那加第一小学校 | 各務原市立那加中学校 |